# 月刊ミスター・パートナー
『ミスター・パートナー』は株式会社ミスター・パートナーの発行する月刊英国生活情報誌である。

## 概要
株式会社ミスター・パートナーが発行する月刊誌である。編集のコンセプトは「イギリスから豊かな暮らしと生き方を考える」である。毎月10日発売（国内）。主にイギリスの情報を写真などを使って紹介している。全国の書店やインターネット通販で購入出来る。編集長は井形慶子である。

## 歴史
1988年9月創刊。イギリス・ガーディアン紙のクラシファイドにインスパイアされ「人と人とを結びつける新しい形のコミュニケーションメディア」として創刊。1996年に書店販売を開始する。その後編集方針を変更し、テーマを「少ないお金で夢の暮らしと結婚を実現させる」20代〜30代のライフスタイルを考える情報誌としてリニューアルする。2000年、再度編集方針を変更し、テーマを「イギリスから豊かな暮らしと生き方を考える」として、イギリスの生活・文化を紹介する情報誌としてリニューアルする。

## 主な誌面内容
- 巻頭特集……毎号、「衣・食・住」に関するテーマでイギリスの生活文化を特集する。

## 主な連載陣
- 岸本葉子（作家）「なごみの暮らしスタイル帖」
- 林信吾（作家）「在日英国人  日本を斬る!!」
- 星野正興（牧師）「牧師・星野正興のひとりじゃないよ」
- 丸島基和（出版業界専門紙『新文化』社長）「丸島基和の本の現場から」
- いぢちひろゆき（イラストレーター）「コラムまんが  徒然犬」
- 恒松郁生（ロンドン漱石記念館館長）「英国紳士クラブへのいざない」
- ささきひとみ（英アンティークショップオーナー）「ささきひとみの暮らしとアンティーク」
- 小野まり（ナショナル・トラストサポートセンター代表）「プリンス・ジョージのイギリス流教育」
- エマニュエル‘ムスタファ’ゴールドスタイン（ロンドン「HAMPSTEAD VILLAGE VOICE」発行人）「ロンドン・ハムステッドの戦う編集者」
- ポール・ヒュージ（ロンドン在住シェフ）「英国人シェフ ポールの奮闘記」
- ケイティ・トッド（英サウスウェル在住主婦）「突撃  イギリスのごはん」
- ヤスミン（英スカイ島在住ニットデザイナー）「スカイ島のニッター・家作り日記」